# Doria (azienda)
Doria è un'azienda alimentare italiana specializzata nella produzione di biscotti e cracker. Dal 2006 appartiene al gruppo Bauli.

## Storia
Si riscontrano le origini sul finire del 1800,  in località Sarmede, sulle colline trevigiane,  presso un forno con cui Alessandro Zanin produce pane. Si sposa con una pasticciera, Antonietta Donadon, e insieme al pane sforna anche dolci. Negli anni trenta le vendite sono estese nei paesi del circondario: il figlio Ugo s'impegna nelle consegne, alcuni operai aiutano nella produzione. Nel 1950 Ugo Zanin, ormai alla guida dell'aziendina in cui lavorano anche i due giovani figli, Gastone e Giorgio, compra un angolo di terreno a Orsago su cui costruisce un piccolo stabilimento con una dozzina di dipendenti. La ditta si chiama Zanin Ugo & figli.

A metà degli anni cinquanta Ugo Zanin incontra in una località termale lo svizzero René Italo Ricolfi Doria, che produce biscotti in Alta Savoia con il marchio Doria. I due diventano amici e stipulano un accordo scritto a mano con cui s'impegnano a non invadere con i loro prodotti i rispettivi mercati di competenza e con cui Zanin può utilizzare quel nome. A partire dal 1956 il marchio Doria viene valorizzato con un forte ricorso al mezzo televisivo. Nel 1958 la Zanin Ugo & figli si trasforma in Doria SpA.

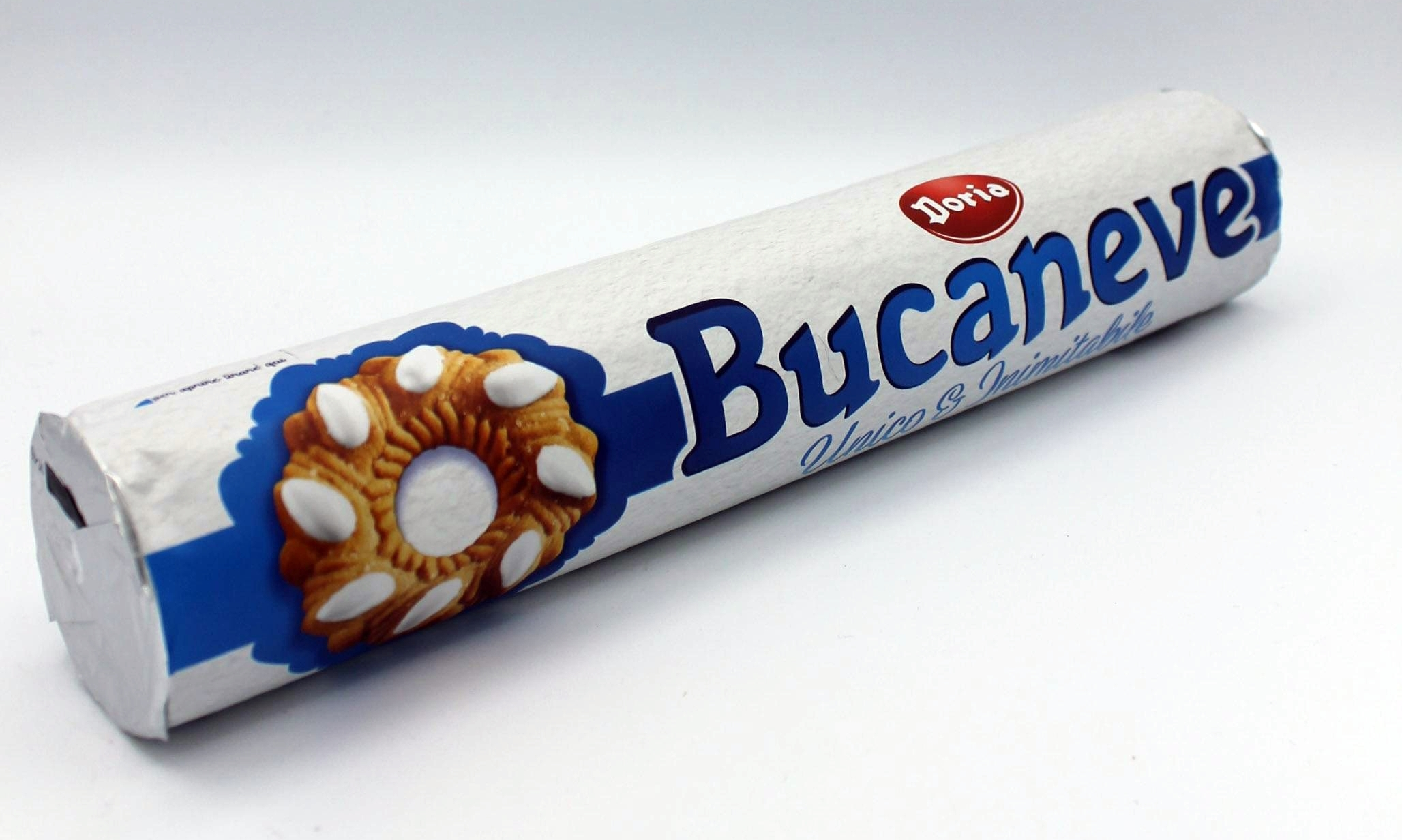
Biscotti Bucaneve nella classica confezione a tubo

Dal 1979 la proprietà è divisa al 50% a testa tra i due fratelli Gastone e Giorgio, in azienda entrano anche i rispettivi figli, Enrico e Ugo, entrambi del 1961 ed entrambi laureati in economia aziendale alla Ca' Foscari. La famiglia è rimasta proprietaria della società fino al 2006, quando è stata rilevata dalla Bauli.

## Prodotti
Tra i suoi più noti prodotti vi sono i biscotti Bucaneve (nel 2008 hanno raggiunto i 50 anni di commercializzazione) e Atene, i cracker Doria e Doriano. In televisione sono ricordati siparietti pubblicitari in Carosello, da "Tacabanda" alla "Ricetta della nonnina, zucchero latte e fior di farina".